# Mimi Lessa
Mimi Lessa é um guitarrista brasileiro, notório por seu trabalho com a banda Bixo da Seda.
Em 2012, ele foi eleito pela revista Rolling Stone Brasil um dos  70 Mestres Brasileiros da Guitarra e do Violão.

## Discografia

### com a bandaLiverpool
- 1969 - Por Favor Sucesso (como Liverpool)
- 1970 - Marcelo Zona Sul (como Liverpool)

### com a bandaLiverpool Sounds
- 1971 - Hei Menina (como Liverpool Sounds)

### com a bandaBixo da Seda
- 1976 - Bixo da Seda